# Zeta Andromedae
ζ Andromedae (Zeta Andromedae, kurz ζ And) ist ein dem bloßen Auge relativ lichtschwach erscheinender Stern im Sternbild Andromeda. Er ist der zweitsüdlichste der mit griechischen Buchstaben benannten Sterne in diesem Sternbild. Seine scheinbare Helligkeit variiert mit einer Periode von 17,77 Tagen  zwischen 3,92m und 4,14m. Nach Parallaxen-Messungen der Raumsonde Gaia ist der Stern etwa 181 Lichtjahre von der Erde entfernt.
ζ And ist ein spektroskopischer Doppelstern, dessen Hauptkomponente als orangefarbener Riesenstern klassifiziert wird und der Spektralklasse K1 III angehört. Die effektive Temperatur der Chromosphäre des Hauptsterns beträgt etwa 4600 Kelvin. Er hat circa die 2,6-fache Sonnenmasse und den 16-fachen Sonnendurchmesser. Wahrscheinlich verbrennt er den Helium-Vorrat seines Kerns mittels des Drei-Alpha-Prozesses zu Kohlenstoff und Sauerstoff.
ζ And wird zu den ellipsoid veränderlichen Sternen gezählt. Seine Helligkeitsschwankungen entstehen aufgrund der ellipsoiden Gestalt der Hauptkomponente und der Rotation ihrer Sternflecken. Ferner ist ζ And ein Vertreter der Klasse der RS-Canum-Venaticorum-Sterne, bei denen der Hauptstern, ein kühler Riese, aufgrund der Gezeitenwirkung des nahen Begleiters wesentlich schneller als erwartet rotiert, so dass seine Rotationszeit mit Umlaufzeit des Doppelsternsystems synchronisiert ist. Die gravitative Anziehung des Begleiters verursacht auch die ellipsoide Verformung des Hauptsterns, der wegen seiner schnellen Rotation eine starke Magnetfeldaktivität zeigt. Direkte Aufnahmen der Hauptkomponente des engen Doppelsterns ζ And lassen auf ihre Abplattung, ausgedrückt als Verhältnis von Äquator- zu Polradius, von 1,060 ± 0,011 sowie auf ihren Poldurchmesser von 15,0 ± 0,8 Sonnendurchmesser schließen. Auf diesen Aufnahmen kann auch die asymmetrische Verteilung der Sternflecken studiert werden. Der Begleiter dürfte ein Hauptreihenstern des Spektraltyps K (oder einer der kühleren Unterklassen des Spektraltyps G) sein und etwa 0,75 Sonnenmassen besitzen. Er umkreist den Hauptstern mit einer Periode von 17, 77 Tagen auf einer fast kreisförmigen Bahn in einem sehr geringen Abstand von etwa 2,7 Radien des Hauptsterns, was die starke Wechselwirkung der beiden Komponenten erklärt.
Im Washington Double Star Catalog sind drei optische Begleiter des – hier als ζ And A bezeichneten – engen Doppelsterns angeführt. Der nur 15,3m helle Begleiter ζ And B stand im Jahr 2014 von der Erde aus betrachtet 37,4 Bogensekunden von ζ And A entfernt. Er dürfte nur zufällig auf derselben Sichtlinie liegen und nicht gravitativ an ζ And A gebunden sein. Dasselbe gilt für die 10,8 m helle Komponente ζ And D, deren Distanz zu ζ And A im Jahr 2014 etwa 155,7 Bogensekunden betrug. Gaias Parallaxen-Messungen ergeben für sie eine Entfernung von etwa 2340 Lichtjahren zur Erde. Der 13,6m helle Begleiter ζ And C scheint hingegen eine gemeinsame Eigenbewegung mit ζ And A aufzuweisen, von dem er 2015 etwa 96,8 Bogensekunden entfernt stand.